# كلارنس تود
كلارنس تود (بالإنجليزية: Clarence Todd)‏ هو لاعب كرة مضرب أسترالي، ولد في 17 مايو 1892 في نيوساوث ويلز في أستراليا، وتوفي في 30 مارس 1973 في Southport, Queensland ‏ في أستراليا.

## وصلات خارجية
- كلارنس تود على موقع رابطة محترفي التنس (الإنجليزية)
- كلارنس تود على موقع الاتحاد الدولي لكرة المضرب (الإنجليزية)
- كلارنس تود على موقع خلاصة التنس.كوم (الإنجليزية)